# Heinrich Buck (Instrumentenbauer)

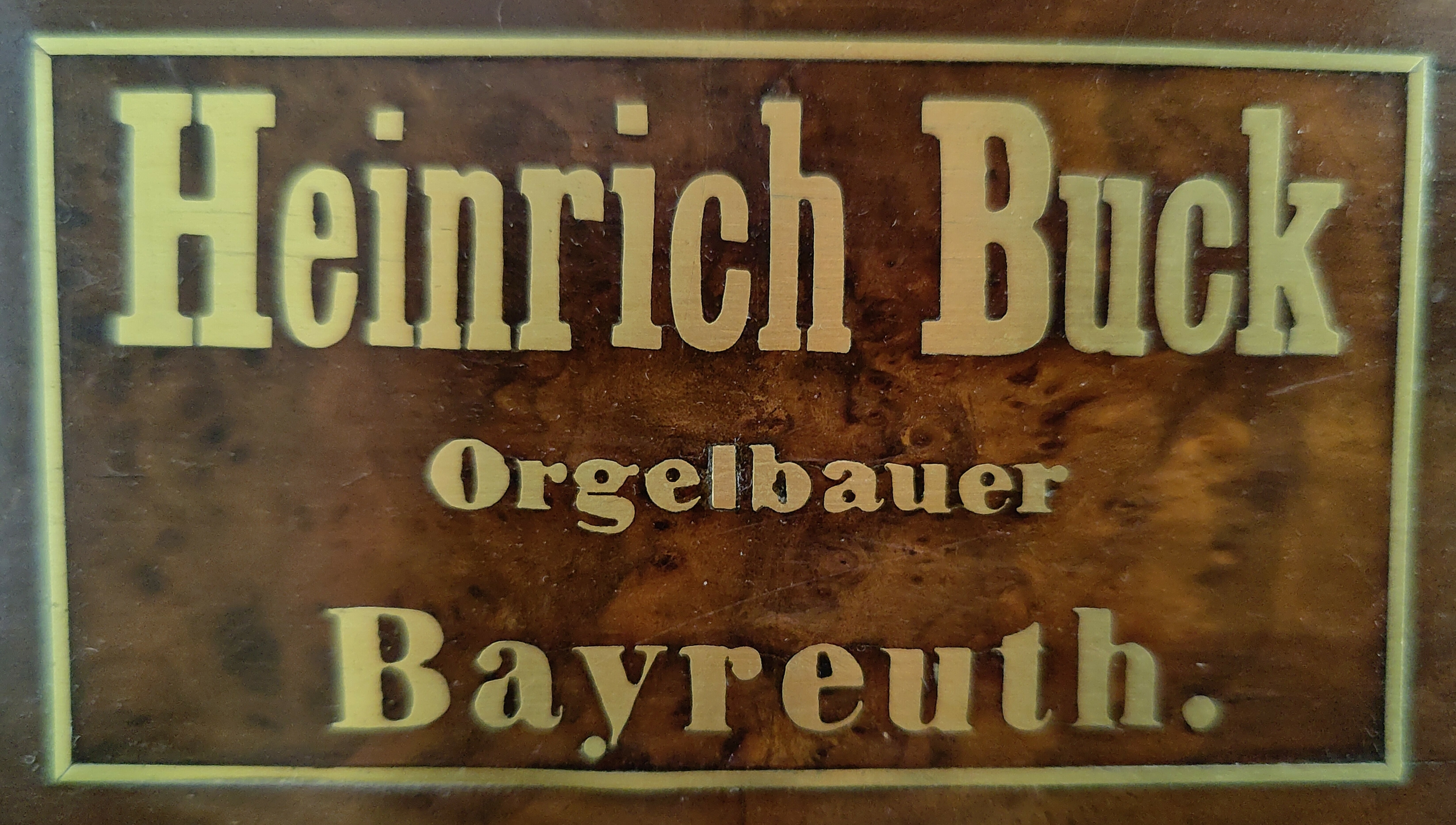
Firmenschild in Hain

Heinrich Buck (* 25. März 1833 in Bopfingen; † 24. Januar 1883 in Bayreuth) war ein deutscher Orgelbauer.

## Leben
Heinrich Buck erlernte zunächst das Schreinerhandwerk und war danach im Orgelbau tätig. Er war Mitarbeiter bei den Orgelbaufirmen Maerz, Breil und dann bei Weineck in Bayreuth. Dort machte er sich nach seiner Heirat 1863 selbstständig. 
Er baute etwa 30 Orgeln. Seine Instrumente waren vorwiegend einmanualig, seine Prospekte eher standardisiert. Als persönliche Eigenheit bezeichnete er das Register Gedackt 8′ oft als Hohlflöte. Gelegentlich war er auch in der Oberpfalz tätig.

## Werkliste (Auswahl)
| Jahr | Ort               | Gebäude               | Bild | Manuale | Register | Bemerkungen                                 |
| ---- | ----------------- | --------------------- | ---- | ------- | -------- | ------------------------------------------- |
| 1866 | Limmersdorf       | Johannes der Täufer   |      | I/P     | 10       | nicht erhalten; Neubau 1972 Walcker         |
| 1868 | Röslau            | St. Johannis          |      | I/P     | 11       | nicht erhalten; Neubau 1969 Steinmeyer      |
| 1872 | Lanzendorf        | St. Gallus            |      | I/P     | 11       |                                             |
| 1877 | Hain              | Dreifaltigkeitskirche |      | I/P     | 6        | restauriert 2002 → Orgel                    |
| 1878 | Kirchensittenbach | St. Bartholomäus      |      | II/P    | 14       | → Orgel                                     |
| 1878 | Münchenreuth      | St. Emmeram           |      | I/P     | 5        | → Orgel                                     |
| 1880 | Lutzmannstein †   | St. Lucia             |      |         |          | nicht erhalten                              |
| 1880 | Oberpfreimd       | St. Martin            |      | I/P     | 5        | → Orgel                                     |
| 1883 | Burkhardsrieth    | St. Nikolaus          |      | I/P     | 8        | nicht erhalten; 1983 Neubau Weise (11/II/P) |